# Quilowatt hora
El quilowatt hora, o kilowatt hora, simbolitzat com a kWh, és una unitat d'energia que equival a 3,6 megajoules. La unitat d'energia del Sistema Internacional d'Unitats (SI) és el joule, tot i que el kWh es basa en watts, que és una unitat del SI, en utilitzar també l'hora, que no ho és, mai podrà formar part del SI malgrat no n'hi hagi cap unitat equivalent. El kWh s'utilitza especialment per a l'energia elèctrica, el seu preu s'acostuma a expressar en € per kWh.
Un quilowatt hora seria l'energia que consumiria un aparell amb una potència d'un quilowatt (1.000 watts) durant una hora (1 quilowatt × 1 hora).

## Múltiples
Quilo-, mega-, giga-, i tera- són els prefixos més utilitzats.
| Múltiple | Nom            | Símbol |  | Múltiple | Nom             | Símbol |
| -------- | -------------- | ------ |  | -------- | --------------- | ------ |
| 100      | watt hora      | Wh     |  |          |                 |        |
| 103      | quilowatt hora | kWh    |  | 10–3     | mil·liwatt hora | mWh    |
| 10⁶      | megawatt hora  | MWh    |  | 10–6     | microwatt hora  | µWh    |
| 10⁹      | gigawatt hora  | GWh    |  | 10–9     | nanowatt hora   | nWh    |
| 1012     | terawatt hora  | TWh    |  | 10–12    | picowatt hora   | pWh    |
| 1015     | petawatt hora  | PWh    |  | 10–15    | femtowatt hora  | fWh    |
| 1018     | exawatt hora   | EWh    |  | 10–18    | attowatt hora   | aWh    |
| 1021     | zettawatt hora | ZWh    |  | 10–21    | zeptowatt hora  | zWh    |
| 1024     | yottawatt hora | YWh    |  | 10–24    | yoctowatt hora  | yWh    |

## Conversions
| de / a              | Joule         | Watt hora    | Electró volt | Caloria      |
| ------------------- | ------------- | ------------ | ------------ | ------------ |
| 1 J = 1 kg m² s-2 = | 1             | 0,278 × 10−3 | 6,241 × 1018 | 0,239        |
| 1 kWh =             | 3,6 × 10⁶     | 1.000        | 22,5 × 1024  | 0,860 × 10⁶  |
| 1 eV =              | 1,602 × 10−19 | 44,5 × 10−27 | 1            | 33,8 × 10−21 |
| 1 cal =             | 4,1868        | 1,163 × 10−3 | 0,261 × 1018 | 1            |